# Жан Боден
Жан Боде́н (фр. Jean Bodin) (1529 або 1530—1596) — французький юрист та філософ.

## Біографія
Жан Боден народився в сім'ї майстра кравецького цеху міста Анже. У ранньому віці його віддали в місцевий орден Кармелітів для здобуття освіти. Потім він займається вивченням цивільного права в Академії Тулузи — одного з найбільших університетських центрів у Франції XVI століття. Після закінчення Академії філософ деякий час викладає в ній.
Так і не отримавши професорського звання, 1561 року Боден їде в Париж, щоб займатися там адвокатською практикою. Незабаром після свого прибуття в столицю, він зближується з гуртком, який пізніше став ядром групи, що стоїть в опозиції до обох головних партій громадянської війни. Ця група, відома під назвою «Політики», відстоювала віротерпимість і сильну королівську владу.
Популярність приходить до Бодена в 1566 році, після публікації «Methodus ad facilem historiarum cognitionem» («Метод легкого вивчення історії» — М., 2000). В «Методі» філософ не тільки викладає свої роздуми над історією розвитку людства, але також формулює перший варіант свого вчення про державу і державну владу, розвинений потім, через десять років, в «Шести книгах про державу». На його думку, держава (в цьому Боден сходиться з Макіавеллі) являють собою вершину економічного, соціального та культурного історичного розвитку цивілізації.
Як і більшість прихильників партії «політиків», Жан Боден був близький двору спадкоємця французького престолу герцога Франсуа Анжуйського, але після його смерті став схилятися до підтримки Католицької Ліги.
В травні 1587 до Бодену у спадок від тестя переходить пост генерального прокурора Лана. А ще через деякий час син кравця стає мером Лана, причому на цій посаді він протримався два терміни поспіль, хоча нічим особливим не відзначився. На посту прокурора він старався ніколи не йти проти своєї совісті і, наприклад, відстояв життя особи, яку хотіли стратити з політичних міркувань. Але зате за його власними визнаннями брав участь у процесах над 200 жінками за звинуваченням у чаклунстві, багато з яких закінчили життя на багатті. На думку Бодена, суддя, що перешкоджає розслідуванню справ про чаклунство, сам заслуговував багаття.
Помер в Лані в 1596 році від чуми.

## Державно-правові ідеї Жана Бодена
Вчення Жана Бодена викладено головним чином у праці «Шість книг про республіку» (1576), причому під республікою автор мав на увазі державу взагалі.
Жан Боден визначає державу як управління спільним у множинності сімей, яке здійснюється суверенною державою на основі права. Осередком держави виступає сім'я (домогосподарство). За своїм статусом глава сім'ї є праобразом і відображенням державної влади. Держава виникає в результаті угоди, її мета полягає в тому, щоб, гарантуючи мир у спільноті й захищаючи її від зовнішнього нападу, піклуватися про істинне щастя індивідів.
Ж. Боден першим у Європі сформулював світську концепцію суверенітету, визначив його як неподільну, постійну і абсолютну владу щодо створення і втілення в життя основних законів, життєво необхідних для нормального функціонування держави.
- абсолютність — це відсутність обмежень для виявів своєї могутності.
- постійність — це незмінне існування невизначено тривалий час.
- неподільність — стан, коли влада ні з ким не ділить своїх прерогатив і не може бути жодних органів, які стояли б над або поряд з нею.

Без такої влади, на його думку, держава втрачає силу, потрібну для існування. Отже, суверенітет залежить не від справедливості законів, а від здатності творити їх. Ж. Боден був представником французьких патріотичних буржуазних кіл, що прагнули стабільної, сильної влади монарха, яка приборкала б не лише свавілля місцевих феодалів, а й зупинила нищівні релігійні війни, дала мінімум прав міщанам. Саме це актуалізувало таку теоретичну проблему як вимір незалежності державної влади, права монарха.
Ж. Боден виокремлює п'ять основних ознак суверенітету:
- видання законів, обов'язкових для всіх;
- вирішення питань війни і миру;
- призначення посадових осіб;
- дія як суду в останній інстанції;
- помилування.

Порушення суверенітету не може бути виправдане жодним конституційно-правовим актом. Суверенною має бути влада монарха як самостійна і необмежена можливість встановлення правових норм. Решта прав (оголошення війни, укладання миру, призначення урядовців тощо) є результатом становища монарха, який став сувереном, тобто законодавцем.
Суверенітет не поширюється на відносини зумовлені:
- божественними законами
- природними законами
- приватною власністю.

Тому держава не повинна втручатися у справи сім'ї, порушувати принцип віротерпимості, особливо збирати податки з підданих без їхньої згоди і всупереч волі власників.
Мислитель пріоритетну роль надавав формі держави. Заперечуючи аристотелівський поділ форм держави на правильні та неправильні, він вказував, що найважливіше те, кому належать суверенітет і реальна влада — одному, багатьом чи більшості. Найкращою формою правління Боден вважав монархію, за якої враховують думки радників, що забезпечує компетентність, а одноосібність прийняття рішення забезпечує енергійність влади. У центрі уваги вченого була теза про абсолютність і незалежність королівської влади.
Кожна стабільна держава, на думку Ж. Бодена, мусить мати джерело суверенності: особа монарха, невелика група осіб (якщо це в аристократичній державі) або все суспільство (якщо це народна держава). Державу він визначав як правове управління багатьма родинами і тим, що їм належить, відповідно до справедливості та законів природи.
Типологію державного ладу вчений формулював залежно від того, хто в державі є «утримувачем суверенності». Він не приховував своїх симпатій до монархічного устрою, доводив його переваги над усіма іншими. До природних умов існування людини мислитель зараховував приватну власність, що є основою сім´ї. Сім´я, у свою чергу, є основою держави, а об'єднання сімей, підпорядкованих своєму суверенові, може слугувати підґрунтям міцної держави. Звідси висновок, що послаблення сімейної влади батька призводить до розпаду держави.
Складові суверенності держави, за Боденом, є одночасно і «межами суверенності». Абсолютні повноваження суверенного правителя, стверджував він, обмежені етичною метою держави. Вище за носія суверенітету можуть бути тільки Бог і закони природи. Народ підкоряється законам правителя, а правитель — законам природи. Монарх не може порушувати «Закони Бога і закони природи», що виникли раніше від усіх держав і властиві всім народам. Філософу належить ідея, згідно з якою у будь-якого організованого політичного утворення має бути монарх, котрий, керуючись волею народу, встановлює і скасовує закони. Монарх, на думку Бодена, має право робити все, суверен не може обмежувати себе або свого наступника, його неможливо змусити в законний спосіб звітувати перед своїми підданими. Влада суверена не обмежена законом, оскільки сам суверен є джерелом закону.
Засади єдиного правового правління як ознаку істинної держави мислитель застосовував до аналізу теорії форм урядування. Він вважав, що будь-яке врядування, кожна «добре влаштована» держава має містити в собі неподільне джерело влади. Суть держави полягає у володінні верховною владою; суть управління — в апараті, за допомогою якого ця влада здійснюється. Монарх може надавати широкі повноваження на місцях і в такий спосіб здійснювати народне правління, тим часом як демократія може правити деспотично. Отже, Боден чітко розмежовував державу і управління.
Ж. Боден застосовував теорію верховної влади і щодо складових держави. За монархії функції парламенту мають бути дорадчими, повноваження суддям надає правитель. Усі об'єднання в державі — релігійні громади, муніципалітети, комерційні компанії — завдячують своїм існуванням волі суверена, а їх повноваження ґрунтуються на його згоді. Закон Ж. Боден визначав як ухвалу волі суверена, хоча закон природи стояв над людським законом і встановлював певні незмінні норми права. Отже, Боден висловив думку про обмеження влади монарха природним правом. При цьому він визнавав два абсолюти: невід´ємні права родини й необмежену законодавчу владу суверена.
Важливого значення Ж. Боден надавав аналізу форм правління, вирізняючи демократію, аристократію і монархію. Він негативно ставився до демократії, вважаючи, що народ не може бути допущеним до управління державою. В аристократичній державі управління, на його думку, належить нерозумній більшості. Найкращою формою держави мислитель називав обмежену законами монархію, у якій монарх володіє владою за власним правом. Це держава, де суверенітет цілком належить монарху, а управління нею, порядок призначення на певні посади здійснюються за аристократичними і демократичними принципами.
Ж. Боден прагнув гармонійної справедливості, характеризуючи право як мету буття держави. Держави він поділяв за способом здійснення влади на три види: законні, вотчинні (сеньйоральні), тиранічні. Законними державами є такі, у яких піддані дотримуються законів суверена, а суверен — законів природи, зберігаючи природну свободу і приватну власність підданих. Вотчинні (сеньйоральні) держави — ті, у яких суверен силою зброї захопив власність людей і управляє ними як батько родини. У тиранічних державах суверен уникає природних законів, розпоряджаючись власністю людей на свій розсуд. Найкращою, на думку Бодена, є така держава, у якій суверенітет належить монарху, а управління має аристократичний характер. Таку державу мислитель називав королівською монархією. Королівська влада, стверджував він, здатна захищати і здійснювати загальнодержавні інтереси.

## Етнополітичні ідеї Жана Бодена
Жан Боден зробив вагомий внесок у розвиток і започаткування наук які сьогодні називаються «етнопсихологією» та «етногеографією». Його праця «Метод легкого вивчення історії», присвячена дослідженню психології різних народів, їх порівняльному аналізу, впливу деяких факторів (географічних, кліматичних та ін.) на її формування тощо. Ж. Боден дав надзвичайно цікаві і влучні характеристики не лише окремим народам, а й населенню цілих регіонів. Він розглянув виникнення різних форм держави залежно від географічного середовища, природних умов, які впливають на специфіку життя людей, їх психологічні та інтелектуальні якості, особливості духовного складу, а отже, визначають доцільність певної форми держави. Згідно з його спостереженнями, народи, в силу своєї психології, по-різному ставляться до проблем війни і миру, застосування сили й зброї, загарбання чужих та захисту власних земель. За свідченням Ж. Бодена, давні народи, які проживали у різних географічно-кліматичних умовах мали різні вдачу, здібності, риси характеру тощо.
Так, на думку французького вченого, народи півдня — хитрі, бережливі, релігійні, здатні до точних наук (математики, астрономії та ін.); народи півночі — хоробрі (але недостатньо мудрі), жорстокі, здатні до обробки металів, виготовлення зброї та ін.; народи центральних регіонів (Європа) — мудрі, благорозумні, здатні до діалектики, торгівлі, політики, виробленню законів та ін. Мешканці Півночі, гірських регіонів створили демократію або виборні монархії, а Півдня і рівнини — монархії. Особливої уваги заслуговує його поділ народів на «здатних до політичного життя» і відповідно «не здатних». Саме ці міркування Ж. Бодена мають пряме відношення до витоків етнополітології та етнопсихології.
Жан Боден був одним з мислителів які не лише відродили ідейну спадщину античності, а й збагатили її новими етнополітичними ідеями, які почали зароджуватись внаслідок переходу людства до індустріального суспільства. Основними серед них були: національна ідея, ідеї патріотизму і національно-визвольної боротьби, національної держави та інші.
Таким чином, ідеї і концепції Ж. Бодена та інших мислителів епохи Відродження стали етапними в розвитку етнополітологічної думки, суттєво вплинули на погляди наступного покоління вчених-представників епохи Просвітництва.